# Кислицын, Василий Александрович
Василий Александрович Кислицын (17 июня 1952, Курган — 11 ноября 2020, Курган) — советский и российский государственный и партийный деятель, депутат Государственной думы Федерального собрания Российской Федерации III созыва, депутат Курганской областной Думы V и VI созыва, первый секретарь Курганского обкома КПРФ (1997—2018), первый секретарь Шадринского горкома КПСС (1991), кандидат исторических наук, профессор.

## Биография
Василий Александрович Кислицын родился 17 июня 1952 года в многодетной семье в городе Кургане Курганской области. В семье четверо детей, Василий — третий ребёнок.
В 1969 году окончил среднюю школу № 32 города Кургана.
В 1974 году вступил в КПСС, затем член КПРФ с момента основания.
В 1974 году окончил историко-филологический факультет Курганского государственного педагогического института и одновременно отделение философии Курганского университета марксизма-ленинизма.
С августа 1974 года по август 1975 года — директор Сычевской восьмилетней школы (Сычевский сельсовет Варгашинского района).
С августа 1975 года по август 1977 года — директор Лихачевской средней школы (Лихачевский сельсовет Варгашинского района).
С августа по ноябрь 1977 года — инструктор Курганского обкома ВЛКСМ.
С ноября 1977 года по май 1979 года служил в рядах Советской Армии, сержант.
С мая 1979 года по ноябрь 1980 года — литсотрудник журнала «Блокнот агитатора» Курганского обкома КПСС.
С ноября 1980 года по август 1987 года — лектор Курганского обкома КПСС.
С сентября 1987 года по июль 1990 года — аспирант Академии общественных наук при ЦК КПСС, окончил с отличием аспирантуру, защитил кандидатскую диссертацию «Идейно-теоретическое образование коммунистов в условиях перестройки».
С августа по октябрь 1990 года работал лектором Курганского обкома КПСС.
С октября 1990 года — заведующий партийным архивом Курганского обкома КПСС.
19 августа 1991 года избран первым секретарём Шадринского городского комитета КПСС. Указом Президента РСФСР № 79 от 23 августа 1991 года деятельность КПСС была приостановлена. Указом Президента РСФСР № 169 от 6 ноября 1991 года деятельность КПСС была прекращена. Кислицын прожил в Шадринске больше месяца, сначала в комнате на 4-м этаже здания горкома, затем в общежитии. Затем неоднократно бывал в Шадринске, считал себя первым секретарем горкома КПСС, пока в 1993 году не избран новый первый секретарь горкома КПРФ Иван Васильевич Карягин.
С января 1992 года по январь 1997 года — старший преподаватель кафедры истории Курганского государственного педагогического института, доцент кафедры истории России КГПИ (с 1995 года — Курганский государственный университет).
В 1994 году — сопредседатель народно-патриотического движения «Отечество» Курганской области, помощник депутата Государственной Думы Федерального собрания Российской Федерации Николая Максимовича Безбородова.
С января 1997 года по декабрь 1999 года — начальник информационно-аналитического отдела Курганской областной Думы. 
С 1997 года — член ЦК КПРФ, первый секретарь Курганского обкома КПРФ.
С 1999 по 2004 годы возглавлял правление Курганского городского краеведческого движения «Царёво городище».
19 декабря 1999 года избран депутатом Государственной думы Федерального собрания Российской Федерации III созыва по федеральному списку избирательного объединения КПРФ, был членом фракции КПРФ, членом Комитета по вопросам местного самоуправления.
С 2002 года являлся председателем Курганского областного общества краеведов, членом учёного совета Курганского краеведческого музея, членом диссертационного совета по истории Курганского государственного университета.
По истечении депутатских полномочий в декабре 2003 года вернулся на должность профессора в Курганский государственный университет. В 2005—2015 годах был заведующим кафедрой отечественной истории и документоведения университета.
С декабря 2003 года по март 2007 года — помощник депутата Государственной Думы Федерального собрания Российской Федерации Петра Григорьевича Свечникова.
Избирался председателем Курганского областного отделения общероссийского общественного движения «Народно-патриотический союз России».
В 2010 году избран депутатом Курганской областной Думы V созыва, возглавлял фракцию КПРФ.
В сентябре 2015 года избран депутатом Курганской областной Думы VI созыва, возглавлял фракцию КПРФ.
В октябре 2018 года на XXVI отчетно-выборной конференции покинул пост первого секретаря Курганского областного комитета КПРФ и избран секретарём Курганского обкома КПРФ по идеологии.
Василий Александрович Кислицын умер после продолжительной болезни (сахарный диабет) в 7 часов утра 11 ноября 2020 года в городе Кургане Курганской области. Прощание было 14 ноября в траурной зале № 2 Зауральского похоронного дома на проспекте Машиностроителей, 34. Похоронен на кладбище в микрорайоне Глинки города Кургана.

## Награды
- Знак МВД СССР «За отличие в службе» II степени
- Медаль «200 лет внутренним войскам МВД России»
- Медаль «За вклад в развитие местного самоуправления»
- Памятная медаль А. С. Пушкина
- Памятная медаль Г. К. Жукова
- Почетная грамота Государственной думы Федерального собрания Российской Федерации
- Лауреат премии Администрации Курганской области, за серию краеведческих работ

## Память
- В Государственном архиве Курганской области хранится фонд  Кислицына В.А., в нём свыше 80 единиц хранения за период с 1956 по 2004 год[11].

## Научные труды
Автор сборников по истории Зауралья, 3 монографии, более 100 научных и публицистических работ.

## Семья
- Отец Александр Иванович Кислицын (род. 1922, село Борчаниново, ныне Шадринский муниципальный округ Курганской области) — участник Великой Отечественной войны, после войны служил в органах госбезопасности, затем преподавал философию в вузах Кургана.
- Мать Клавдия Михайловна (урожд. Воложанина, род. в селе Канаши, ныне Шадринский муниципальный округ Курганской области) — хирургическая сестра. В семье четверо детей, Василий — третий ребёнок.
- Жена, Лариса Геннадьевна (урожд. Арзамасцева), учительница английского языка, в семье два сына:
  - Сын Андрей, координатор трезвеннического движения в Кургане «За трезвый Курган».
  - Сын Александр, генеральный директор компании по международным грузоперевозкам, г. Москва.